# Misha Collins
Misha Dmitri Tippens Krushnic (20. august 1974) er en amerikansk skuespiller. Misha er mest kendt for sin rolle som englen Castiel i The CW tv-serien Supernatural.

## Tidligere liv
Collins blev født i Boston, Massachusetts.
Den 6. Oktober 2001 giftede han sig med sin skole kæreste Victoria Vantoch. De har sønnen West Anaximander Collins (23. September 2010) og datteren Maison Marie Collins (25. September 2012)

## Film
| Year      | Title                                      | Role                      | Notes |
| --------- | ------------------------------------------ | ------------------------- | --- |
| 1998      | Legacy                                     | Andrew                    | "The Big Fix" |
| 1999      | Liberty Heights                            | Guy                       | Uncredited |
| 1999      | Girl, Interrupted                          | Tony                      | |
| 1999      | Heksene fra Warren Manor                   | Eric Bragg                | "They're Everywhere" |
| 2000      | New York Blues                             | Blake DeWitt              | |
| 2001      | Seven Days                                 | Sergei Chubais            | "Born in the USSR" |
| 2002      | 24 Timer                                   | Alexis Drazen             | Seven episodes(13-17,22-23) |
| 2002      | Par 6                                      | Al Hegelman               | |
| 2003      | Moving Alan                                | Tony Derrick              | |
| 2003      | Finding Home                               | Dave                      | |
| 2004      | The Crux                                   | Man Hanging from the Rope | |
| 2005      | 20 Things to Do Before You're 30           | Unknow role               | TV movie |
| 2005      | CSI: Crime Scene Investigation             | Vlad                      | "Nesting Dolls" |
| 2005–2006 | Skadestuen                                 | Bret                      | "Alone in a Crowd" "Here and There" "If Not Now"                                                                               |
| 2006      | NCIS: Naval Criminal Investigative Service | Justin Ferris             | "Singled Out" |
| 2006      | Monk                                       | Michael Karapov           | "Mr. Monk and the Captain's Marriage"                                                                                          |
| 2006      | Close to Home                              | Todd Monroe               | "There's Something About Martha "                                                                                              |
| 2006      | Karla                                      | Paul Bernardo             | |
| 2007      | Without a Trace                            | Chester Lake              | "Run" |
| 2007      | CSI: NY                                    | Morton Brite              | Can You Hear Me Now?" |
| 2007      | Reinventing the Wheelers                   | Joey Wheeler              | TV movie |
| 2008      | Over Her Dead Body                         | Brian                     | |
| 2008      | The Grift                                  | Buster                    | |
| 2008–     | Supernatural                               | Castiel                   | Recurring character: sæson 4 & 8 Hovedperson: sæson 5-6, 9-12 Speciel gæstestjerne: sæson 7 &8 Instruktør: sæson 9, episode 17 |
| 2009      | Nip/Tuck                                   | Manny Skerritt            | "Manny Skerritt" |
| 2009      | Stonehenge Apocalypse                      | Jacob                     | TV movie |